# Gastrotheca flamma
Espèce
Statut de conservation UICN

 DD  : Données insuffisantes
Gastrotheca flamma est une espèce d'amphibiens de la famille des Hemiphractidae.

## Répartition
Cette espèce est endémique de l'État de Bahia au Brésil. Elle se rencontre à Santa Teresinha et à Elísio Medrado vers 850 m d'altitude dans la serra da Jibóia.

## Publication originale
- Juncá & Nunes, 2008 : A new species of marsupial frog of the genus Gastrotheca Fitzinger (Anura: Amphignatodontidae) from the State of Bahia, northeastern Brazil. Zootaxa, no 1907, p. 61-68.